# Esmeral Tunçluer
Esmeral Özçelik, coniugata Tunçluer (Ede, 7 giugno 1980), è un'ex cestista turca.
Alta 175 cm per 67 kg, giocava come guardia.

## Carriera
Con la Turchia ha disputato i Giochi olimpici di Londra 2012, i Campionati mondiali del 2014 e tre edizioni dei Campionati europei (2005, 20072013).